# ویوین مدرانو
ویوین مدرانو (به انگلیسی: Vivienne Medrano؛ زادهٔ ۲۸ اکتبر ۱۹۹۲) که با لقب آنلاین خود ویزی‌پاپ (به انگلیسی: VivziePop) نیز شناخته شده، یوتیوبر، نویسنده، کارگردان، تهیه‌کننده و صداپیشهٔ آمریکایی می‌باشد. وی بیشتر به‌عنوان خالق سریال‌های تلویزیونی موزیکال هزبین هتل و هلووا باس و همچنین وب‌کمیک زوفوبیا شناخته می‌شود.